# آنتونی راوار
آنتونی راوار (فرانسوی: Anthony Ravard‎؛ زادهٔ ۲۸ سپتامبر ۱۹۸۳) دوچرخه‌سوار اهل فرانسه است.
از باشگاه‌هایی که در آن رکاب زده‌است می‌توان به تیم دوچرخه‌سواری دیرکت انرژی، تیم دوچرخه‌سواری اگریتوبل، و آژ۲آر لا موندیال اشاره کرد.